# A Pile of Crowns, for Jean-Michel Basquiat
 (août 2024).
Si vous disposez d'ouvrages ou d'articles de référence ou si vous connaissez des sites web de qualité traitant du thème abordé ici, merci de compléter l'article en donnant les références utiles à sa vérifiabilité et en les liant à la section « Notes et références ».
A Pile of Crowns, for Jean-Michel Basquiat (en français Un tas de couronnes, pour Jean-Michel Basquiat) est une peinture acrylique sur toile réalisée par Keith Haring en 1988, en hommage à son collègue Jean-Michel Basquiat, alors tout juste décédé.

## Description
Dans un format triangulaire équilatéral blanc bordé de noir et de rouge de 120 pouces de côté et 108 pouces de haut, un empilement de couronnes (motif typique récurrent de Basquiat) sur un sol tacheté de noir est peint ; le reste du fond blanc s'agrémente de petits traits noirs obliques.
La signature se résume à un signe copyright en bas à droite.